# Gilbert Gottfried
Gilbert Jeremy Gottfried (n. 28 februarie 1955, New York, SUA – d. 12 aprilie 2022, New York, SUA) a fost un  actor de comedie american. Personajul lui umoristic prezintă o voce stridentă, exagerată și accent pe umorul crud.

## Biografie
Gilbert Jeremy Gottfried s-a născut în cartierul Brooklyn din New York, la 28 februarie 1955, fiul gospodinei Lillian Zimmerman și al proprietarului magazinului de hardware Max Gottfried. Tatăl și bunicul lui conduceau magazinul, deasupra căruia locuia familia. A fost crescut într-o familie de evrei, dar mai târziu a spus despre educația sa neobișnuită: „Am mâncat carne de porc. de a fi evreu.Parcă știam că, deși nu am fost niciodată bar mitzvah și nu am urmat sărbătorile, știam că dacă naziștii vin înapoi, aș fi în același vagon de tren cu toți ceilalți."

## Carieră
La vârsta de 15 ani, Gottfried a început să interpreteze stand-up comedy la New York și, în cele din urmă, a devenit cunoscut în zonă drept „comedianul comedianului”. În 1980, Saturday Night Live a fost readaptat cu un nou personal și noi comedianți; producătorii l-au observat pe Gottfried și l-au angajat ca membru al distribuției pentru sezonul 6.
Gottfried a jucat rolul contabilului Sidney Bernstein în filmul din 1987, Beverly Hills Cop II, care l-a reunit cu prietenul și colegul de la SNL, Eddie Murphy. Când a fost întrebat cum s-a pregătit pentru rol, Gottfried a spus: „Am făcut toată treaba cu DeNiro. M-am mutat în America de Sud! Am trăit în copaci!" În 2004, Comedy Central a prezentat materialul stand-up al lui Gottfried pentru Shorties Watchin' Shorties. Pe 28 mai 2014, Sideshow Network a lansat în premieră Gilbert Gottfried's Amazing Colossal Podcast, o serie de interviuri în care Gottfried și co-gazda sa Frank Santopadre au discutat despre filme clasice și au discutat cu 
actorii de la Hollywood sau legende și talente din culise care au modelat copilăria lui Gottfried și i-au influențat comedia. Prima invitat al podcastului este Dick Cavett. Pe 10 ianuarie 2022, el a jucat rolul lui God în finalul sezonului din Smiling Friends.

## Viața personală
La sfârșitul anilor 1990, Gottfried a cunoscut-o pe Dara Kravitz la o petrecere de la Premiile Grammy. S-au căsătorit în 2007 și au avut o fiică pe nume Lily și un fiu pe nume Max.

## Decesul
La 12 aprilie 2022, la vârsta de 67 de ani, Gottfried a murit în cartierul Manhattan din New York, din cauza tahicardiei ventriculare recurente, care a fost complicată de distrofia miotonică de tip II.

## Filmografie

### Filme
| An   | Titlu                                               | Rol                                    | Note                                                            |
| ---- | --------------------------------------------------- | -------------------------------------- | --------------------------------------------------------------- |
| 1984 | The House of God                                    | Paramedicul                            |                                                                 |
| 1985 | Bad Medicine                                        | Tony Sandoval                          |                                                                 |
| 1987 | Beverly Hills Cop II                                | Sidney Bernstein                       |                                                                 |
| 1988 | Hot to Trot                                         | Dentistul                              |                                                                 |
| 1988 | Katy Meets the Aliens                               | X (voce)                               |                                                                 |
| 1989 | Never on Tuesday                                    | Lucky Larry Lupin                      |                                                                 |
| 1990 | The Adventures of Ford Fairlane                     | Johnny Crunch                          | Nominalizat — Golden Raspberry Award for Worst Supporting Actor |
| 1990 | Seriously...Phil Collins                            | Roger                                  |                                                                 |
| 1990 | Problem Child                                       | Mr. Peabody                            | Nominalizat — Golden Raspberry Award for Worst Supporting Actor |
| 1990 | Look Who's Talking Too                              | Joey, The Baby Gym Instructor          | Nominalizat — Golden Raspberry Award for Worst Supporting Actor |
| 1991 | Problem Child 2                                     | Mr. Peabody                            |                                                                 |
| 1991 | Horror Hall of Fame 2                               | Boris                                  |                                                                 |
| 1991 | Highway to Hell                                     | Hitler                                 |                                                                 |
| 1992 | Aladdin                                             | Papagalul Iago (voce)                  |                                                                 |
| 1994 | House Party 3                                       | Luggage Clerk                          |                                                                 |
| 1994 | Thumbelina                                          | Berkeley Beetle (Domnul Beetle) (voce) |                                                                 |
| 1994 | The Return of Jafar                                 | Papagalul Iago (voce)                  |                                                                 |
| 1994 | Saved By The Bell: Wedding In Las Vegas             | Burt Banner                            |                                                                 |
| 1994 | Double Dragon                                       | Walter                                 |                                                                 |
| 1995 | The Magic Gift of the Snowman                       | Charlatan (voce)                       |                                                                 |
| 1995 | Problem Child 3: Junior in Love                     | Dr. Peabody                            |                                                                 |
| 1996 | Aladdin and the King of Thieves                     | Papagalul Iago (voce)                  |                                                                 |
| 1996 | Be Cool about Fire Safety!                          | Seymour Smoke (voice)                  |                                                                 |
| 1996 | Escape from It's a Wonderful Life                   | Omul Furios                            |                                                                 |
| 1997 | Meet Wally Sparks                                   | Domnul Harry Karp                      |                                                                 |
| 1997 | Def Jam's How to Be a Player                        | Tony - Omul Ușă                        |                                                                 |
| 1998 | Dr. Dolittle                                        | Câinele Compulsiv (voce)               |                                                                 |
| 1999 | Goosed                                              | Alan Levy                              |                                                                 |
| 2001 | Longshot                                            | Mr. Chadwick                           |                                                                 |
| 2002 | Mickey's House of Villains                          | Papagalul Iago (voce)                  |                                                                 |
| 2004 | The Amazing Floydini                                | Magic Store owner                      |                                                                 |
| 2004 | Back by Midnight                                    | Security Guard                         |                                                                 |
| 2004 | Funky Monkey                                        | Dr. Spleen                             |                                                                 |
| 2004 | Lemony Snicket's A Series of Unfortunate Events     | Rață                                   |                                                                 |
| 2005 | Aristocrații                                        | Himself                                |                                                                 |
| 2006 | Farce of the Penguins                               | Pinguinul (voce)                       |                                                                 |
| 2007 | Disney Princess Enchanted Tales: Follow Your Dreams | Papagalul (voce)                       |                                                                 |
| 2008 | Gilbert Gottfried: Dirty Jokes                      | Himself                                |                                                                 |
| 2009 | The Lindabury Story                                 | Himself                                |                                                                 |
| 2009 | Jack and the Beanstalk                              | Gâsca Grayson                          |                                                                 |
| 2011 | Miss December                                       | Ofițerul de poliție                    |                                                                 |
| 2013 | Beecher Baby Bouncer                                | Himself                                |                                                                 |
| 2014 | A Million Ways to Die in the West                   | Abraham Lincoln                        |                                                                 |
| 2016 | The Comedian's Guide to Survival                    | Himself                                |                                                                 |
| 2016 | Director's Cut                                      | Superintendent                         |                                                                 |
| 2016 | Unbelievable!!!!                                    | Major LeGrande Bushe                   |                                                                 |
| 2016 | Gender Bender                                       | Dr. Montalto                           |                                                                 |
| 2016 | Life, Animated                                      | Himself                                |                                                                 |
| 2016 | The Comedian                                        | Gilbert Gottfried                      |                                                                 |
| 2016 | Hospital Arrest                                     | Jerome Carter                          |                                                                 |
| 2017 | Gilbert                                             | Himself                                |                                                                 |
| 2017 | 80s Creature House                                  | Grim Reaper                            |                                                                 |
| 2017 | Animal Crackers                                     | Mario Zucchini (voce)                  |                                                                 |
| 2018 | Abnormal Attraction                                 | Omul Porc                              |                                                                 |
| 2018 | Boy Band                                            | Mort (voce)                            |                                                                 |
| 2019 | Super Gidget                                        | Infestor (voce)                        |                                                                 |
| 2020 | A Wrestling Christmas Miracle                       | Rice                                   |                                                                 |
| 2020 | The Truth About Santa Claus                         | Dr. Leland                             |                                                                 |
| 2021 | Hassle at the Castle                                | Ratley                                 |                                                                 |

### Televiziune
| An        | Titlu                                             | Rol                                       | Note                                                                                    |
| --------- | ------------------------------------------------- | ----------------------------------------- | --------------------------------------------------------------------------------------- |
| 1980–1981 | Saturday Night Live                               | Gazdă                                     | 12 episoade                                                                             |
| 1983–1984 | Thicke of the Night                               | Gazdă                                     |                                                                                         |
| 1987      | The Cosby Show                                    | Mr. Babcock                               |                                                                                         |
| 1989-1998 | USA Up All Night                                  | Gazdă de sâmbătă                          |                                                                                         |
| 1990      | Superboy                                          | Nick Knack                                | 2 episoade                                                                              |
| 1991      | Night Court                                       | Oscar Brown                               |                                                                                         |
| 1993–1995 | Bonkers                                           | Two-Bits (voce)                           | 2 episoade                                                                              |
| 1993      | Problem Child                                     | Mr. Peabody                               |                                                                                         |
| 1993-1994 | Late Night with Conan O'Brien                     | Various skits                             |                                                                                         |
| 1994      | Living Single                                     | Larry Friedlander                         |                                                                                         |
| 1994–1995 | Aladdin                                           | Papagalul Iago (voce)                     | 83 episoade                                                                             |
| 1994      | The Ren & Stimpy Show                             | Jerry the Bellybutton Elf / Adonis (voce) |                                                                                         |
| 1994–1997 | Duckman                                           | Art DeSalvo (voce)                        | 4 episoade                                                                              |
| 1994–1995 | Wings                                             | Lewis                                     | 3 episoade                                                                              |
| 1995      | Married... with Children                          | Himself                                   |                                                                                         |
| 1995      | Adventures in Wonderland                          | Mike McNasty                              |                                                                                         |
| 1995      | Mad About You                                     | Spanky's Master                           | "The Couple"                                                                            |
| 1995      | Bump in the Night                                 | Stink Bug (voce)                          |                                                                                         |
| 1995      | Aladdin on Ice                                    | Papagalul Iago (voce)                     |                                                                                         |
| 1995–1996 | Twisted Tales of Felix the Cat                    | Additional Characters (voce)              | 4 episoade                                                                              |
| 1996      | Are You Afraid of the Dark?                       | Roy                                       |                                                                                         |
| 1996      | In the House                                      | Mr. Comstock                              |                                                                                         |
| 1996      | Adventures from the Book of Virtues               | Additional voices                         |                                                                                         |
| 1996      | Escape From It's a Wonderful Life                 | Angry Man on Porch                        |                                                                                         |
| 1996      | Big Bag                                           | Himself                                   |                                                                                         |
| 1997–1998 | Superman: The Animated Series                     | Mister Mxyzptlk (voce)                    | 2 episoade                                                                              |
| 1997      | Bear in the Big Blue House                        | Large Possum (voce)                       |                                                                                         |
| 1998      | Cosby                                             | Cellmate                                  |                                                                                         |
| 1998      | Noddy                                             | Jack Frost                                |                                                                                         |
| 1998      | Hercules                                          | Ministrul Clion (voce)                    |                                                                                         |
| 1999      | Dilbert                                           | Accounting Troll (voce)                   |                                                                                         |
| 1999      | Dr. Katz, Professional Therapist                  | Himself                                   | Episoadele 503 și 506                                                                   |
| 1999      | Timon & Pumbaa                                    | The Woodpecker (voce)                     |                                                                                         |
| 2000      | Clerks: The Animated Series                       | Jerry Seinfeld, Patrick Swayze (voce)     |                                                                                         |
| 2001–2002 | The Fairly OddParents                             |                                           | 3 episoade                                                                              |
| 2001–2003 | Disney's House of Mouse                           | Papagalul Iago (voce)                     | 7 episoade                                                                              |
| 2002–2022 | Cyberchase                                        | Widget (voce)                             | Nominalizat - Outstanding New Approaches - Daytime Children's, Daytime Emmy Awards 2009 |
| 2002      | Son of the Beach                                  | Noccus Johnstein                          |                                                                                         |
| 2002      | Celebrity Deathmatch                              | Himself (voce)                            | "Gottfried in the Arena"                                                                |
| 2003      | Becker                                            | Alan                                      |                                                                                         |
| 2003      | CSI: Crime Scene Investigation                    | Comic                                     |                                                                                         |
| 2004      | Home Movies                                       | Papagalul Tonko (voce)                    |                                                                                         |
| 2004      | The Tonight Show with Jay Leno                    | Various sketches                          | 8 episoade                                                                              |
| 2004      | Celebrity Paranormal Project                      |                                           |                                                                                         |
| 2004      | I Love Toys                                       |                                           |                                                                                         |
| 2004      | Bravo's 100 Scariest Movie Moments                | Himself                                   | Episoadele 81-100                                                                       |
| 2005      | Billy and Mandy Save Christmas                    | Santa Claus (voce)                        | TV movie                                                                                |
| 2007      | The Emperor's New School                          | Additional voices                         | Sezonul 2, Episodul 11                                                                  |
| 2007      | Family Guy                                        | Calul (voce) / Câinele (voce)             |                                                                                         |
| 2007      | My Gym Partner's a Monkey                         | Rick Platypus (voce)                      | "That Darn Platypus"                                                                    |
| 2008      | Hannah Montana                                    | Barney Bitman                             |                                                                                         |
| 2008      | I Love the New Millennium                         |                                           | 4 episoade                                                                              |
| 2008      | Comedy Central Roast: Bob Saget                   | Himself                                   |                                                                                         |
| 2008      | The Replacements                                  | Himself                                   |                                                                                         |
| 2008      | Back at the Barnyard                              | Barn Buddy (voce)                         |                                                                                         |
| 2008      | Big & Small                                       | Small (voce)                              |                                                                                         |
| 2008      | Sesame Street                                     | Denny the Distractor                      |                                                                                         |
| 2008      | The View                                          | Horny the Dwarf                           |                                                                                         |
| 2008      | The Weird Al Show                                 | Himself                                   |                                                                                         |
| 2008      | Piramida                                          | Himself                                   | Celebrity Guest                                                                         |
| 2008      | Hollywood Squares                                 | Himself                                   | Regular                                                                                 |
| 2009      | Star-ving                                         | Himself                                   | "Gilbert's Kid"                                                                         |
| 2009      | Comedy Central Roast: Joan Rivers                 | Himself                                   |                                                                                         |
| 2009      | Seth MacFarlane's Cavalcade of Cartoon Comedy     | Himself                                   |                                                                                         |
| 2010      | Til Death                                         | Tommy                                     |                                                                                         |
| 2010      | Comedy Central Roast: David Hasselhoff            | Himself                                   |                                                                                         |
| 2010      | Robotomy                                          | Tickle Me Psycho (voce)                   |                                                                                         |
| 2011      | Comedy Central Roast: Donald Trump                | Himself                                   |                                                                                         |
| 2011      | Roast of Facebook                                 | Twitter                                   |                                                                                         |
| 2011      | Law & Order: Special Victims Unit                 | Leo Gerber                                | 2 episoade                                                                              |
| 2012      | Comedy Central Roast: Roseanne Barr               | Himself                                   |                                                                                         |
| 2012      | The Burn with Jeff Ross                           |                                           |                                                                                         |
| 2013–2014 | TruTV Presents: World's Dumbest...                |                                           |                                                                                         |
| 2013      | Rachael vs. Guy: Celebrity Cook-Off               |                                           |                                                                                         |
| 2013      | Celebrity Wife Swap                               | "Gilbert Gottfried/Alan Thicke"           |                                                                                         |
| 2013      | Mad                                               | Linkong (voce)                            |                                                                                         |
| 2014      | Randy Cunningham: 9th Grade Ninja                 | Ranginald Bagel (voce)                    |                                                                                         |
| 2014      | The Celebrity Apprentice 7                        | Himself                                   |                                                                                         |
| 2014      | Dinner with Friends with Brett Gelman and Friends |                                           |                                                                                         |
| 2014      | Elf: Buddy's Musical Christmas                    | Mr. Greenway (voce)                       |                                                                                         |
| 2014      | Last Comic Standing                               | Himself                                   |                                                                                         |
| 2014      | Big Brother 16                                    | Otev (voce)                               |                                                                                         |
| 2014      | The Best Show with Tom Scharpling                 | Himself                                   |                                                                                         |
| 2014      | Anger Management                                  | Dudley                                    |                                                                                         |
| 2014–2022 | Akame Ga Kill Abridged                            | Prietenul generic (voce)                  |                                                                                         |
| 2014–2016 | Țestoasele Ninja                                  | Krang (voce)                              | 6 episoade                                                                              |
| 2016      | Mighty Magiswords                                 | Prohyas' Stomach (voce)                   |                                                                                         |
| 2016      | Sharknado: The 4th Awakens                        | Ron McDonald                              |                                                                                         |
| 2017      | The Marvelous Mrs. Maisel                         | Strip Club MC                             |                                                                                         |
| 2017      | Justice League Action                             | Mister Mxyztplk (voce)                    | 3 episoade                                                                              |
| 2017–2019 | Last Week Tonight with John Oliver                | Jared Kushner (voice) / Himself           | 4 episoade                                                                              |
| 2017      | Sharknado 5: Global Swarming                      | Ron McDonald                              |                                                                                         |
| 2017      | Episodes                                          | Himself                                   | Sezonul 5, Episodul 1                                                                   |
| 2017      | Cash Cab                                          | Himself                                   |                                                                                         |
| 2017      | The Untitled Action Bronson Show                  | Himself                                   | Sezonul 1, Episodul 7                                                                   |
| 2018      | Crashing                                          | Himself                                   |                                                                                         |
| 2018      | The Last Sharknado: It's About Time               | Rand McDonald                             |                                                                                         |
| 2018      | Tom și Jerry se dau în spectacol                  | Genie (voce)                              |                                                                                         |
| 2018      | Arrested Development                              | ShoeDini Advertiser (voce)                |                                                                                         |
| 2019      | The Late Show with Stephen Colbert                | Himself                                   | 3 episoade                                                                              |
| 2019      | Critters: A New Binge                             | Uncle                                     | 5 episoade                                                                              |
| 2019      | Historical Roasts                                 | Adolf Hitler                              |                                                                                         |
| 2019      | SpongeBob SquarePants                             | Himself (voce)                            |                                                                                         |
| 2020      | Karate Tortoise                                   | Rat Bastard                               |                                                                                         |
| 2021      | Kamp Koral: SpongeBob's Under Years               | Shecky (voce)                             |                                                                                         |
| 2022      | Smiling Friends                                   | God                                       |                                                                                         |

### Reclame
- MTV (anii 80)
- Pepsi (1991)
- Subway (2000)
- Office XP: Vocea lui Clippy (2001)
- Shoedini (2010)
- Eat24 (reclamă pentru SuperBowl - 2015)